# Ivan Pecha
Ivan Pecha (n. 23 ianuarie 1986, Cehoslovacia) este un fotbalist slovac care evoluează în prezent la FC Neman. De-a lungul carierei a mai evoluat la Slovan Bratislava, BATE Borisov, Khazar Lankaran dar și la Ceahlăul Piatra-Neamț.